# Масс, Василий Вадимович
Василий Вадимович Масс (род. 22 сентября 1950, Рига) — художник-постановщик, дизайнер по интерьеру.

## Биография
Родился 22 сентября 1950, в Риге, в кинематографической семье.
Отец, Вадим Семёнович Масс (1919—1986) — оператор и режиссёр документальных и художественных фильмов.
Мать, Ирина Васильевна Масс (1917—1991) — кинодокументалист, Заслуженный деятель искусств Латвийской ССР (1955).
Братья Василия Масса — Михаил (1938—2017) и Дмитрий (1950 г. р.), начинали творческий путь на Рижской киностудии, помощниками у Герца Франка и Юриса Подниекса.
Окончил Рижскую художественную школу им. Я. Розенталя (1968), художественный факультет ВГИКа (1975, мастерская М.Богданова). Работал ассистентом художника на киностудии Мосфильм (1973—1976).
На Рижской киностудии с 1976, художник-постановщик с 1977. Первые работы делал у режиссёра Яниса Стрейча, что стало хорошей школой для дальнейшей творческой деятельности.
В 1992 году режиссёр-постановщик на студии «Декрим», где снял мистический триллер «Паук» (по сценарию Владимира Кайякса).
После обвального падения кинопроизводства стал дизайнером по интерьерам, принимал участие в создании крупных архитектурных объектов: ресторанных комплексов, торгово-развлекательных центров и зон отдыха. Работает в Латвии и России.
Женат на художнице Галине Масс.

## Фильмография
- 1978 — Большая новогодняя ночь — художник-постановщик
- 1979 — Незаконченный ужин — художник-постановщик
- 1981 — Помнить или забыть — художник-постановщик
- 1981 — Лимузин цвета белой ночи — художник-постановщик
- 1982 — Забытые вещи — художник-постановщик
- 1983 — Инфанты — художник-постановщик
- 1984 — Погода на август — художник-постановщик
- 1985 — Паспорт — художник-постановщик
- 1985 — Двойной капкан — художник-постановщик
- 1987 — Фотография с женщиной и диким кабаном — художник-постановщик
- 1987 — Стечение обстоятельств — художник-постановщик
- 1987 — Коронный номер — художник-постановщик
- 1989 — Дни человека — художник-постановщик
- 1990 — Райский сад Евы — художник-постановщик
- 1991 — Депрессия — художник-постановщик
- 1992 — Паук — режиссёр